# شوهی آیهارا
شوهی آیهارا (ژاپنی: 粟飯原 尚平؛ زادهٔ ۲۶ مهٔ ۱۹۹۶) یک بازیکن فوتبال اهل ژاپن است.
از باشگاه‌هایی که در آن بازی کرده‌است می‌توان به باشگاه فوتبال گیفو اشاره کرد.